# Pintura de Paraguay
La pintura de Paraguay es una manifestación pictórica y una de las manifestaciones artísticas visuales del país sudamericano. El panorama general sobre la pintura paraguaya data desde finales del siglo XIX, época en que se dan las primeras manifestaciones correspondientes a la posguerra del 70. En ese tiempo los italianos Guido Boggiani y Héctor Da Ponte introdujeron en el país las técnicas académicas y formaron a un importante grupo de artistas paraguayos.

## Impresionismo y expresionismo
La primera generación de pintores, cuya labor maduró en el siglo XX, adquiere una línea de influencias impresionistas. Estas técnicas y conocimientos lo perfeccionan en Europa, y la primera promoción de pintores estuvo constituida por Pablo Alborno, Juan A. Samudio, Jaime Bestard y Modesto Delgado Rodas. Más tarde se unen a este conjunto Andrés Campos Cervera y Josefina Pla; esta última, española de nacimiento, llegó al Paraguay en 1926, y contrajo nupcias con el paraguayo Campos Cervera, de quien recibiría las primeras lecciones y se convertiría en figura capital del arte paraguayo, así como de la literatura y de la labor cultural en su más amplio concepto.

## Pintura contemporánea
En la década de 1950 llega el alemán Wolf Bandurek con sus pinturas cercanas al expresionismo, un hito que marcó una importante renovación en el arte paraguayo. En 1950 llega el brasileño Joäo Rossi, quien trajo los conceptos y técnicas de la pintura contemporánea y sentó las bases para la creación del grupo "Arte Nuevo".
El grupo Arte Nuevo se crea en 1954 y por tanto, marca una ruptura del arte paraguayo con las formas académicas y presenta la Primera Semana de Arte Moderno Paraguayo. Este grupo estaba compuesto por Josefina Pla, Lilí del Mónico, José Laterza Parodi y Olga Blinder. En esos mismos años Edith Jiménez y Hermann Guggiari se unieron al movimiento artístico.
Las décadas del 60 y 70 constituyen un gran florecimiento de las artes plásticas en Paraguay, y aparecen artistas que supieron expresar los rasgos profundos de la cultura paraguaya. En esa época destaca Carlos Colombino, artista plástico paraguayo que alcanzó reconocimiento internacional y trabajó en sus xilopinturas que ilustran el dolor y la gran tragedia del hombre. Otra importante figura aparecida en esos años es Ricardo Migliorisi, quien pinta a su época como un gran carnaval irreverente. Otros renombrados artistas pictóricos del siglo XX fueron Ignacio Núñez Soler, Mabel Arcondo y Laura Márquez Moscarda.
Inspirados en Laura Márquez, en 1964 aparece otro grupo significativo llamado "Los Novísimos", conformado por Enrique Careaga, Angel Yegros Semidei, José Antonio Pratt Mayans y William Riquelme. Unos años después se crea el grupo "El Aleph", que congrega a Marité Zaldívar, Carlo Spatuzza, Engelberto Giménez, Fátima Martini, Marcos Benítez, Mónica González y otros artistas.

## Pintura mixta
Las líneas del arte paraguayo comienza a orientarse en propuestas nuevas como las técnicas mixtas de Osvaldo Salerno y Bernardo Krasniansky; y las experimentaciones de Miguel Heyn, Lucy Yegros y Félix Toranzos. A este punto la pintura sigue dando nuevos nombres como los cultores de la línea ingenua o naif Genaro Morales e Ysanne Gayet y el del expresionista Enrique Collar.
Las artes visuales paraguayas llegan a la época del apogeo de las técnicas combinadas y de las instalaciones. En el siglo XXI destacan artistas como Ofelia Olmedo, Celso Figueredo, Marcelo Medina, Claudia Casarino, Bettina Brizuela, Enrique Espínola y Fredy Casco. En la actualidad existe una entidad denominada "Gente de Arte", el cual nuclea no solo a artistas, sino también a críticos de arte, galeristas y personas relacionadas con las artes plásticas en general, que busca la afirmación y la inserción del arte paraguayo en el contexto mundial.